# دانشگاه التراث
دانشگاه التراث (عربی: کلیة التراث الجامعة) یک دانشگاه خصوصی عراق و قدیمی‌ترین دانشگاه خصوصی در عراق است. این دانشگاه در سال ۱۹۸۸ در منطقه منصور بغداد تأسیس شد. پس از ارتقا، در سال ۲۰۱۸ رسماً به دانشگاه تبدیل شد. نام الترات (التراث) به معنی «میراث» یا «سنت» است.

## دانشکده‌ها
- دانشکده ادبیات انگلیسی
- دانشکده حقوق
- دانشکده مدیریت بازرگانی
- دانشکده علوم کامپیوتر
- دانشکده حسابداری و آمار
- دانشکده مهندسی کامپیوتر
- دانشکده پرستاری
- دانشکده مهندسی پزشکی
- دانشکده تربیت بدنی
- دانشکده زبان فرانسه
- دانشکده بیهوشی
- دانشکده اقتصاد
- دانشکده داروسازی
- دانشکده دندانپزشکی

## دانش آموختگان
مصطفی الکاظمی نخست‌وزیر کنونی عراق فارغ‌التحصیل حقوق این دانشگاه است.